# Onthophagus muticus
Onthophagus muticus es una especie de insecto del género Onthophagus, familia Scarabaeidae, orden Coleoptera.

## Historia
Fue descrita científicamente por MacLeay en 1864.